# Percrocutidae
Famille
Genres de rang inférieur
- † Percrocuta
- † Dinocrocuta

Les Percrocutidae (Percrocutidés) sont une famille fossile de mammifères carnivores féliformes, apparentée aux hyènes, qui était présente, du Miocène jusqu'au Pliocène, en Asie, en Afrique et en Europe du Sud.

## Description
Les premiers percrocutidés sont connus du Miocène moyen de l'Europe et de l'Asie occidentale et appartenaient au genre Percrocuta. À l'origine, ces grands carnivores étaient placés avec les hyènes en tant que sous-famille. Aujourd'hui, la plupart des scientifiques considèrent les Percrocutidae comme une famille distincte partageant un ancêtre commun.

## Classification
| Famille         | Image | Genre                                 | Espèce |
| --------------- | ----- | ------------------------------------- | --- |
| † Percrocutidae |       | † Dinocrocuta (Schmidt-Kittler, 1975) | * † D. algeriensis - † D. gigantea - † D. salonicae - † D. senyureki [réf. nécessaire]                                               |
| † Percrocutidae |       | † Percrocuta (Kretzoi, 1938)          | * † P. abessalomi - † P. carnifex - † P. grandis - † P. leakeyi - † P. miocenica - † P. tobieni - † P. tungurensis [réf. nécessaire] |